# Stanisław Sołtys (cichociemny)

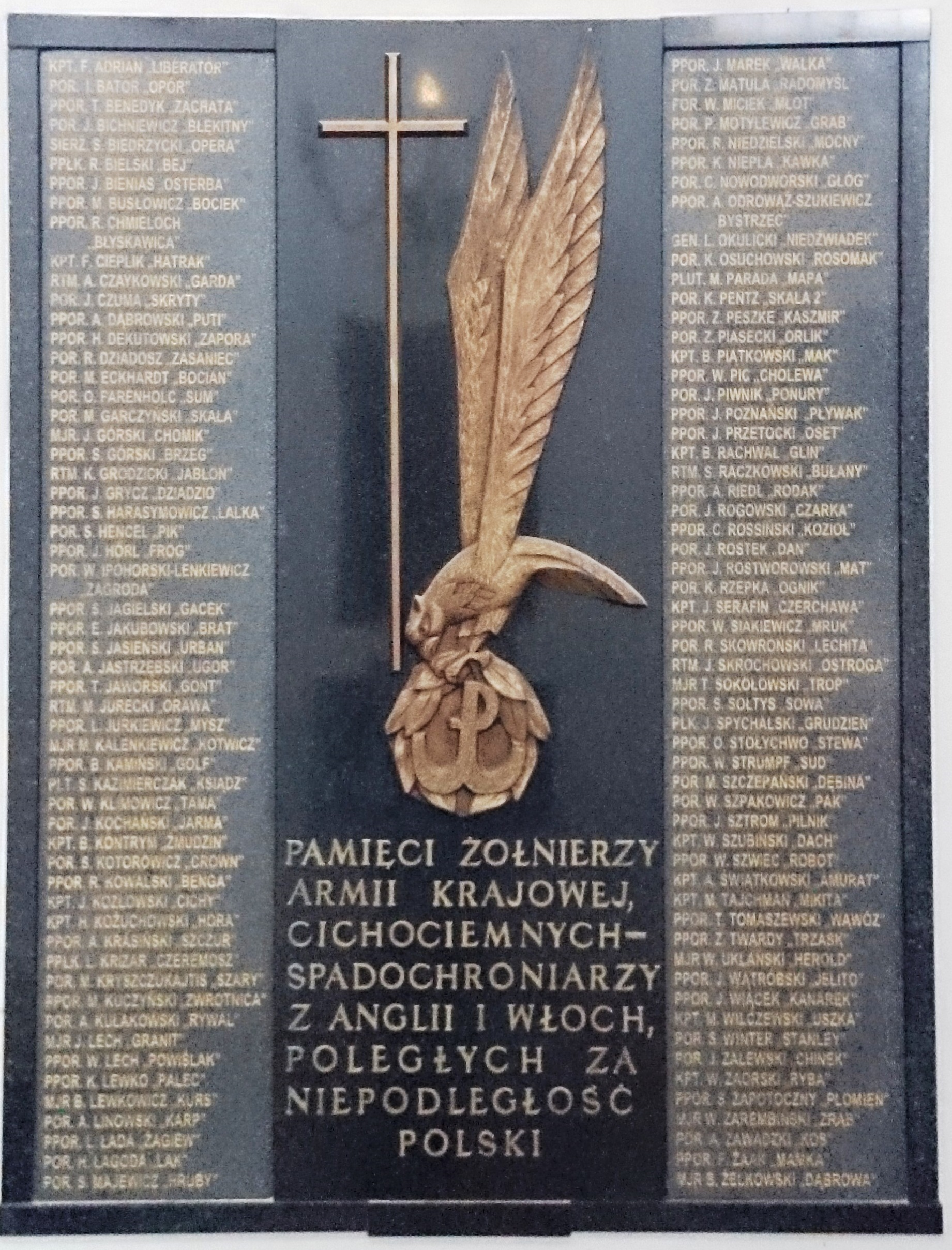
Tablica w kościele św. Jacka w Warszawie, upamiętniająca poległych cichociemnych, w tym Stanisława Sołtysa

Stanisław Sołtys vel Stanisław Lechnicki vel Mirecki pseud.: Sowa, Wójt (ur. 1 grudnia 1921 w Warszawie, zm. 8 czerwca 1944 w Rzeszowie) – żołnierz Wojska Polskiego i Polskich Sił Zbrojnych, oficer Armii Krajowej, porucznik piechoty, cichociemny.

## Życiorys
Był synem Miłosza, legionisty i później pracownika wywiadu AK, i Jadwigi z domu Malczewskiej, działaczki harcerskiej. W obu gimnazjach, do których uczęszczał, działał w harcerstwie i samorządzie uczniowskim. Po ukończeniu Liceum i Gimnazjum Humanistycznego im. Jana Kochanowskiego w Katowicach i zdaniu matury w 1939 roku zamierzał studiować na Wydziale Hutniczym Akademii Górniczej w Krakowie.
We wrześniu 1939 roku nie został zmobilizowany, a ochotniczo przyłączył się 19 września do rozbitej Armii „Prusy”, z którą następnego dnia przekroczył granicę polsko-rumuńską. Na początku listopada dotarł do Francji, gdzie został skierowany do Szkoły Podchorążych Piechoty w Guer, którą ukończył z bardzo dobrym wynikiem w kwietniu 1940 roku. W czerwcu 1940 roku ewakuował się do Wielkiej Brytanii, gdzie został przydzielony do 1 Brygady Strzelców. Odbył kurs zastępców dowódców plutonów.
Zgłosił się do służby w kraju. Po przeszkoleniu w dywersji został zaprzysiężony 24 sierpnia 1942 roku w Oddziale VI Sztabu Naczelnego Wodza. Zrzutu dokonano w nocy z 26 na 27 stycznia 1943 roku w ramach operacji „Gauge” dowodzonej przez por. naw. Radomira Walczaka. Ekipa została zrzucona na placówkę odbiorczą „Żubr” 14 km na północ od Kielc. Po aklimatyzacji w Warszawie dostał przydział do Kedywu Podokręgu Rzeszów AK na stanowisko oficera do zadań specjalnych w Inspektoracie Rejonowym Mielec. Od listopada 1943 roku walczył na stanowisku oficera dywersji w Obwodzie Nisko AK, a od marca 1944 roku był szefem Kedywu Obwodu. Jednocześnie zajmował się odbiorem zrzutów na terenie Inspektoratu. Brał udział w wielu akcjach, m.in.:
- opracowanie planu rozbicia więzienia w Mielcu
- egzekucja Juliana Kinowskiego
- egzekucja 2 innych informatorów Gestapo
- nadzór nad produkcją granatów w tajnej wytwórni w Wadowicach Górnych
- wielokrotny odbiór zrzutów materiałowych.

Około 25 kwietnia 1943 roku w czasie odbioru zrzutu materiałowego został przypadkowo aresztowany w Tarnobrzegu. 13 października 1943 roku zbiegł lub został odbity z transportu. 20 maja 1944 roku został aresztowany przez Gestapo we dworze Przybysz w Jamach (w czasie tej strzelaniny zginął kapral podchorąży Janusz Skrzypek). W więzieniu w Mielcu przeszedł wyjątkowo ciężkie śledztwo. Dwie próby jego odbicia nie powiodły się. Po przewiezieniu do więzienia w Rzeszowie został zastrzelony w celi przez gestapowca Zielińskiego.

## Awanse
- sierżant podchorąży – 1 lutego 1941 roku
- podporucznik – 27 stycznia 1943 roku
- porucznik – 15 kwietnia 1943 roku[2].

## Odznaczenia pośmiertne
- Krzyż Srebrny Orderu Virtuti Militari nr 13403[5]
- Krzyż Armii Krajowej
- Medal Wojska.

## Upamiętnienie
- W 1948 roku został ekshumowany i pochowany w kwaterze partyzantów na Cmentarzu Katedralnym w Sandomierzu[6].
- Nazwisko Sołtysa umieszczono na pomniku 1 Samodzielnej Brygady Spadochronowej i cichociemnych odsłoniętym w 1965 roku na Cmentarzu Wojskowym na Powązkach w Warszawie.
- W lewej nawie kościoła św. Jacka przy ul. Freta w Warszawie odsłonięto w 1980 roku tablicę Pamięci żołnierzy Armii Krajowej, cichociemnych – spadochroniarzy z Anglii i Włoch, poległych za niepodległość Polski. Wśród wymienionych 110 poległych cichociemnych jest Stanisław Sołtys.
- 20 maja 1989 roku, w 45. rocznicę śmierci Janusza Skrzypka i aresztowania Sołtysa, w Przybyszu odsłonięto poświęconą im pamiątkową tablicę.